# Zaščita sluha
Zaščita sluha je postopek, pri katerem obvarujemo ušesni organ pred hrupom, kateri vodi k naglušnosti in izgubi sluha. Okvara sluha zaradi hrupa je običajno posledica dolgotrajne izpostavljenosti visokim ravnem hrupa. Lahko pa nastopi okvara sluha tudi zaradi ene ali več krajših izpostavljenosti visokim ravnem hrupa, ki so poškodovale slušni organ. Okvara sluha je lahko je začasna ali trajna. Če je oseba dalj časa izpostavljena visokim ravnem hrupa, se njen sluh postopoma poslabšuje. Najprej ne zaznava več visokofrekvenčnih zvokov. Če se izpostavljenost nadaljuje, pa se pojavijo tudi težave pri zaznavanju zvokov z nizko frekvenco. Do okvare sluha pride tudi zaradi izpostavljenosti kratkotrajnemu, impulznemu hrupu. Akustična travma je nenadna okvara sluha zaradi zelo glasnega hrupa (npr. strela iz puške, eksplozije,...). Dokazano je, da lahko zvok nad 80 dB pri osemurni izpostavljenosti na delovnem mestu ali v prostem času trajno uniči ali poškoduje slušne celice. V primeru, da se nahajamo v območju kjer je povečana jakost zvoka (hrupa)(kot na primer: koncert, območje letala, vlaka, strelišče, pasji lajež, glasna vozila s prirejenimi dušilci zvoka, kovinska industrija, gradbena mehanizacija), da izberemo takšno zaščito sluha, ki najbolje ustreza trenutni situaciji. Poškodbe sluha se največkrat niti ne zavedamo, saj je to edina poškodba ki v času nastanka poškodbe ne boli. 

## Zaščitna sredstva
- Glušnik - pripomoček, ki pokrije ušesno školjko.
- Ušesni čep - pripomoček, ki se vstavi v ušesni kanal.

## Hrup
Hrup je nezaželen zvok. Njegova jakost  se meri v decibelih (dB). Decibelna skala je logaritemska in zvišanje ravni zvoka za tri decibele pomeni že podvojitev jakosti zvoka. Na primer, običajen pogovor ima jakost 65 dB, kričanje pa navadno okoli 80dB. Čeprav je razlika zgolj 15 dB, je kričanje tridesetkrat glasnejše. Stopnje hrupa so razvidne iz primerjalne tabele. Hrup ima negativne posledice za varnost in zdravje ljudi, saj  povzroči okvaro sluha, velikokrat pa je hrup tudi eden glavnih vzrokov za stres. Okvara sluha zaradi izpostavljenosti hrupu je običajno nepopravljiva.
Na spodnji tabeli pa je razvidna maksimalna dnevna izpostavljenost hrupu.
| Nivo hrupa (dB(A)) | Maksimalna dnevna izpostavljenost |
| ------------------ | --------------------------------- |
| 85                 | 8 ur                              |
| 91                 | 2 ur                              |
| 97                 | 30 minut                          |
| 103                | 7 minut                           |

## Zakonodaja
- Pravilnik o varovanju delavcev pred tveganji zaradi izpostavljenosti hrupu pri delu[2].

## Oznaka in opis standarda
- SIST EN 352-1 - Varovala sluha - Splošne zahteve in preskušanje - 1. del: Naušniki
- SIST EN 352-2 - Varovala sluha - Splošne zahteve in preskušanje - 2. del: Čepi
- SIST EN 352-3 - Varovala sluha - Splošne zahteve in preskušanje - 3. del: Naušniki za pritrditev na industrijsko varnostno čelado
- SIST EN 352-5 - Varovala sluha - Splošne zahteve in preskušanje - 5. del: Naušniki za zmanjšanje delovnega hrupa
- SIST EN 458   - Varovala sluha - Priporočila za izbiro, uporabo, nego in vzdrževanje - Navodilo